# Баня (Пазарджицька область)
Ба́ня (болг. Баня) — село в Пазарджицькій області Болгарії. Входить до складу общини Панагюриште.

## Населення
За даними перепису населення 2011 року у селі проживали 705 осіб, усі — болгари.
Розподіл населення за віком у 2011 році:
Динаміка населення: